# Fächerrosette

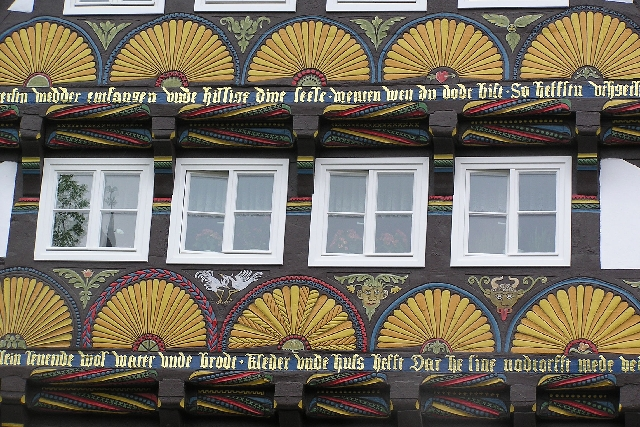
Geschnitzte, geradlinige Fächerrosetten der Weserrenaissance (Haus Litto in Höxter)

Fächerrosetten oder Halbrosetten gehören zum Schmuckrepertoire der europäischen und indischen Kunst. Sie sind abgeleitet aus Vollrosetten und können sowohl stehend als auch hängend gestaltet sein. Eine weite Verbreitung als Ziermotiv haben sie an Renaissance-Fachwerkbauten vor allem in Deutschland gefunden.

## Geschichte

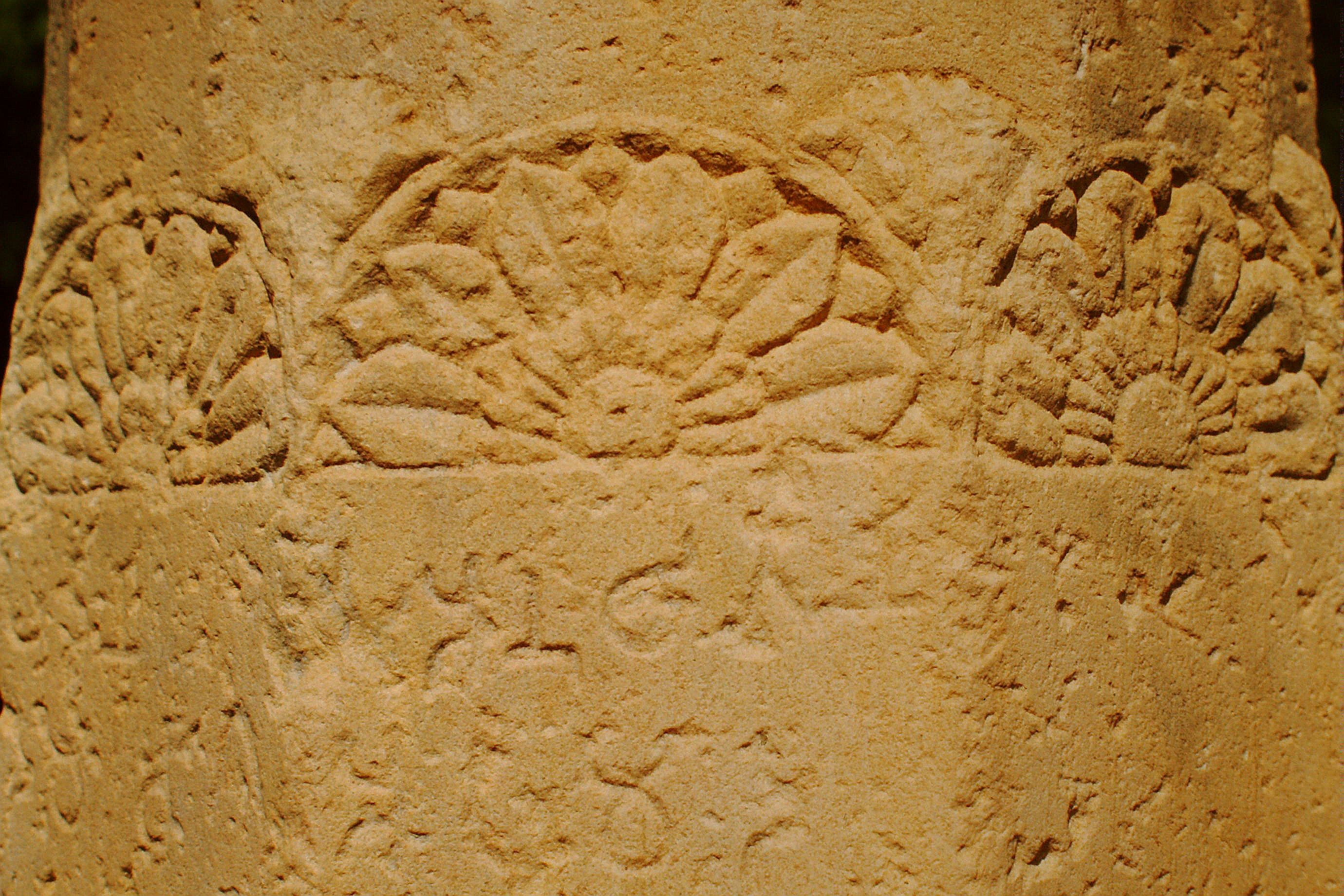
Heliodoros-Säule, bei Sanchi (um 100 v. Chr.)

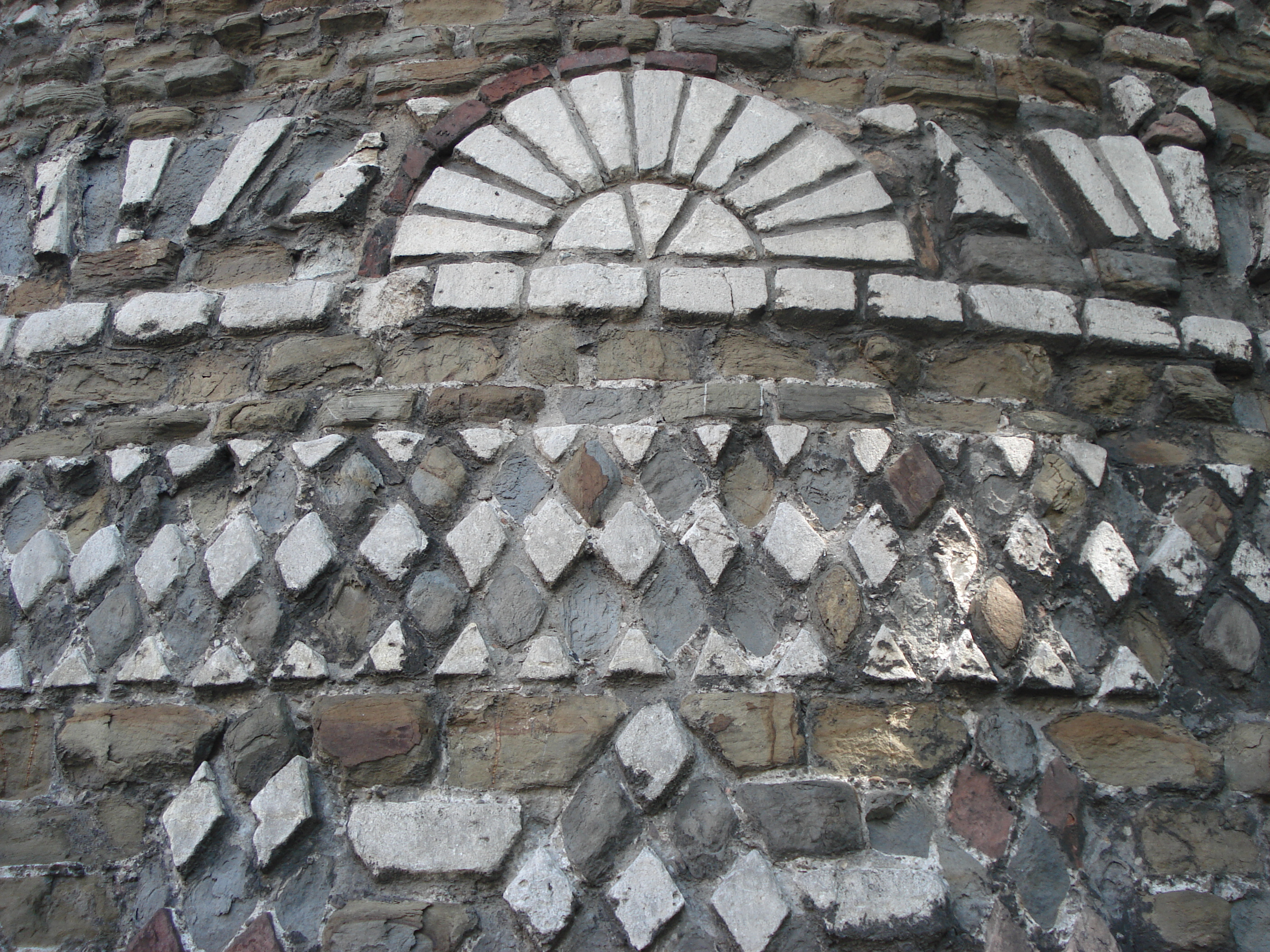
Römerturm, Köln (um 200 n. Chr.)

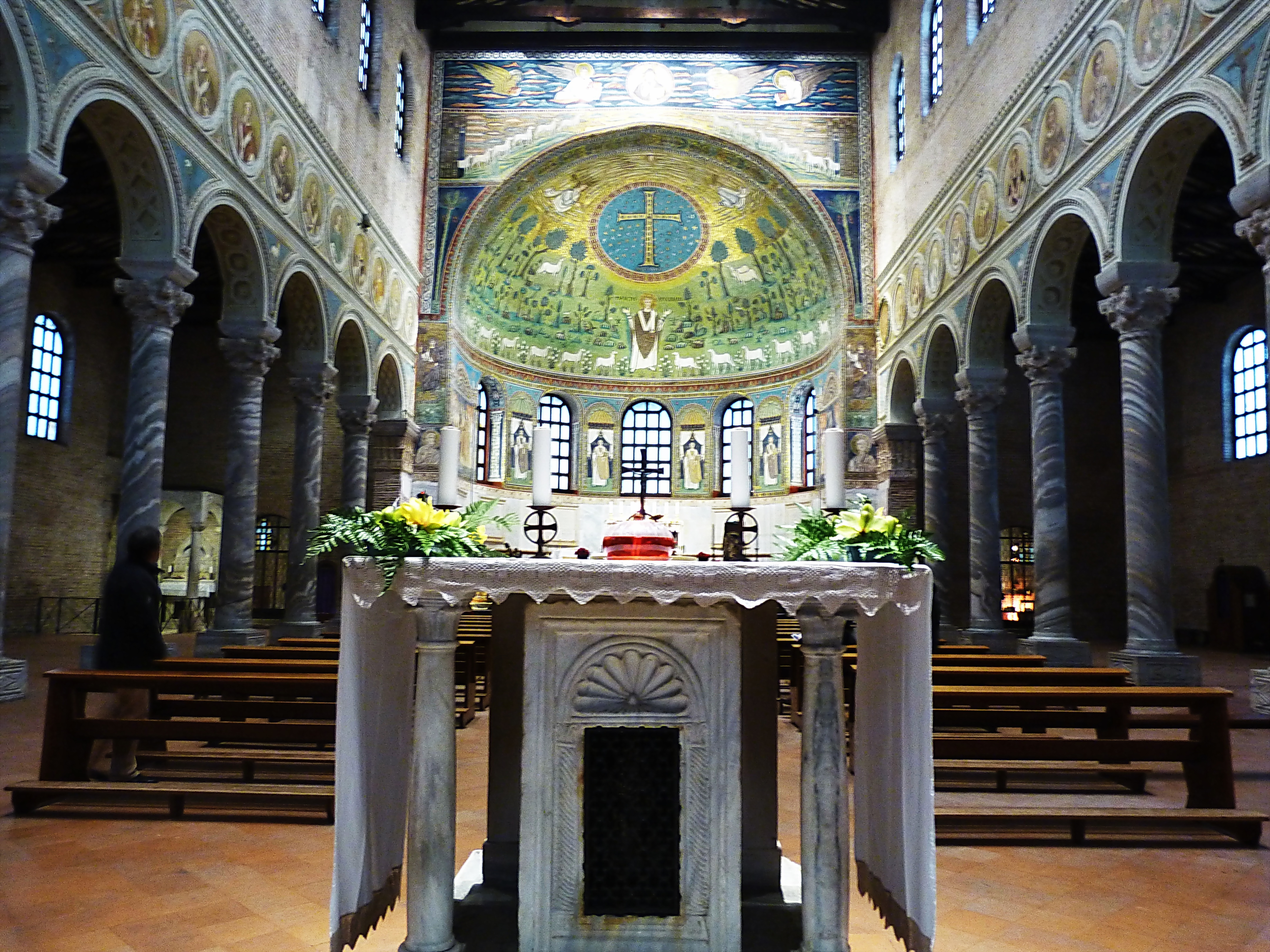
Altar von Sant’Apollinare in Classe, Ravenna

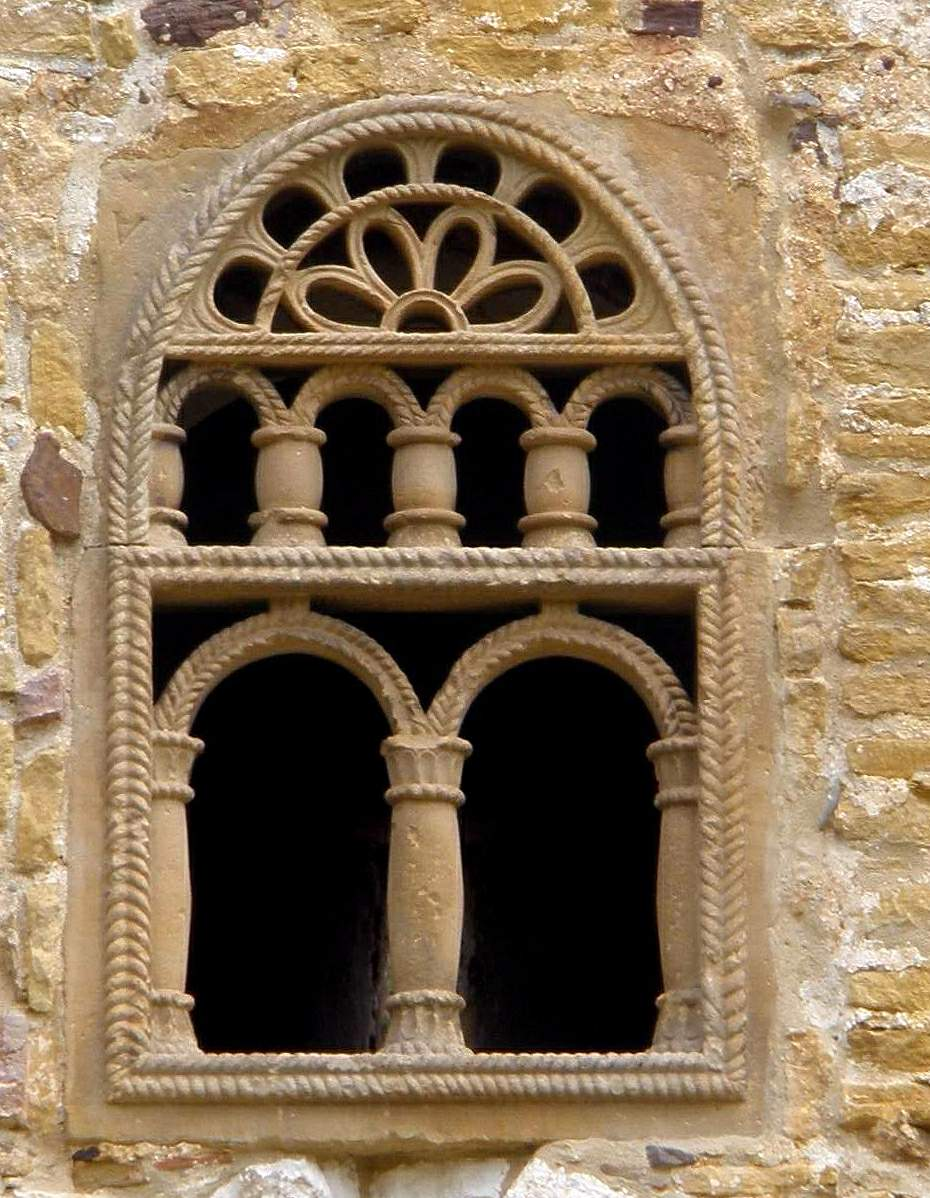
San Miguel de Lillo, Oviedo (um 850)

Wie weit Fächerrosetten als Ornament in der Baukunst zurückreichen, ist unklar – antike Beispiele sind jedenfalls kaum bekannt. In der indischen Kunst finden sich Fächerrosetten als Lotos-Abbreviationen und eventuell auch als Symbole der auf- oder untergehenden Sonne beispielsweise an der Heliodoros-Säule bei Sanchi bzw. Vidisha (um 100 v. Chr.) oder an steinernen Stupa-Zäunen (z. B. Sanchi oder Bharhut). Einige der frühesten Beispiele Mitteleuropas erscheinen am Römerturm in Köln. Frühmittelalterliche Fensterrosetten finden sich in den dekorativen Fensterfüllungen der westgotischen Kirche San Juan de Baños bei Palencia (Kastilien) und der präromanischen Kirche von San Miguel de Lillo bei Oviedo (Asturien).

## Kennzeichen
Die Fächerrosetten der Weserrenaissance finden sich in Halb- oder Viertelkreisen an den Brüstungszonen der Fenster im Bereich der oberen Geschosse und des Giebels. Erstmals 1532 in Halberstadt nachgewiesen, tritt sie seit der Mitte des 16. Jahrhunderts zunehmend an die Stelle der gotischen Fußstreben. Ihren Namen erhielt sie von der fächerartigen Struktur im Inneren.
Die Fächerrosette ist als Übertragung des bei den Steinbauten der Renaissance äußerst beliebten Muschelmotivs auf den Fachwerkbau anzusehen. Während man beim Massivbau der Weserrenaissance fast nur die der Rocaille ähnliche Muschelrosette verwendete, wurde beim Fachwerk das Rosettenornament stark variiert. Neben der Muschelrosette als getreueste Nachbildung der Steinornamentik trat häufig die geradlinige Fächerrosette auf. Als weitere Abwandlungen finden sich die Palmetten- und die Wirbelrosette. Zumeist werden diese Spielarten unter dem Oberbegriff „Fächerrosette“ aufgeführt. Seit dem 20. Jahrhundert sind die Rosetten oftmals stark farbig gefasst. An einigen Bauten ließ sich allerdings nachweisen, dass diese, in Anlehnung an die Massivbauten, durchaus monochrom gefasst sein konnten, bzw. einen steinfarbigen Anstrich aufwiesen.

## Verbreitung

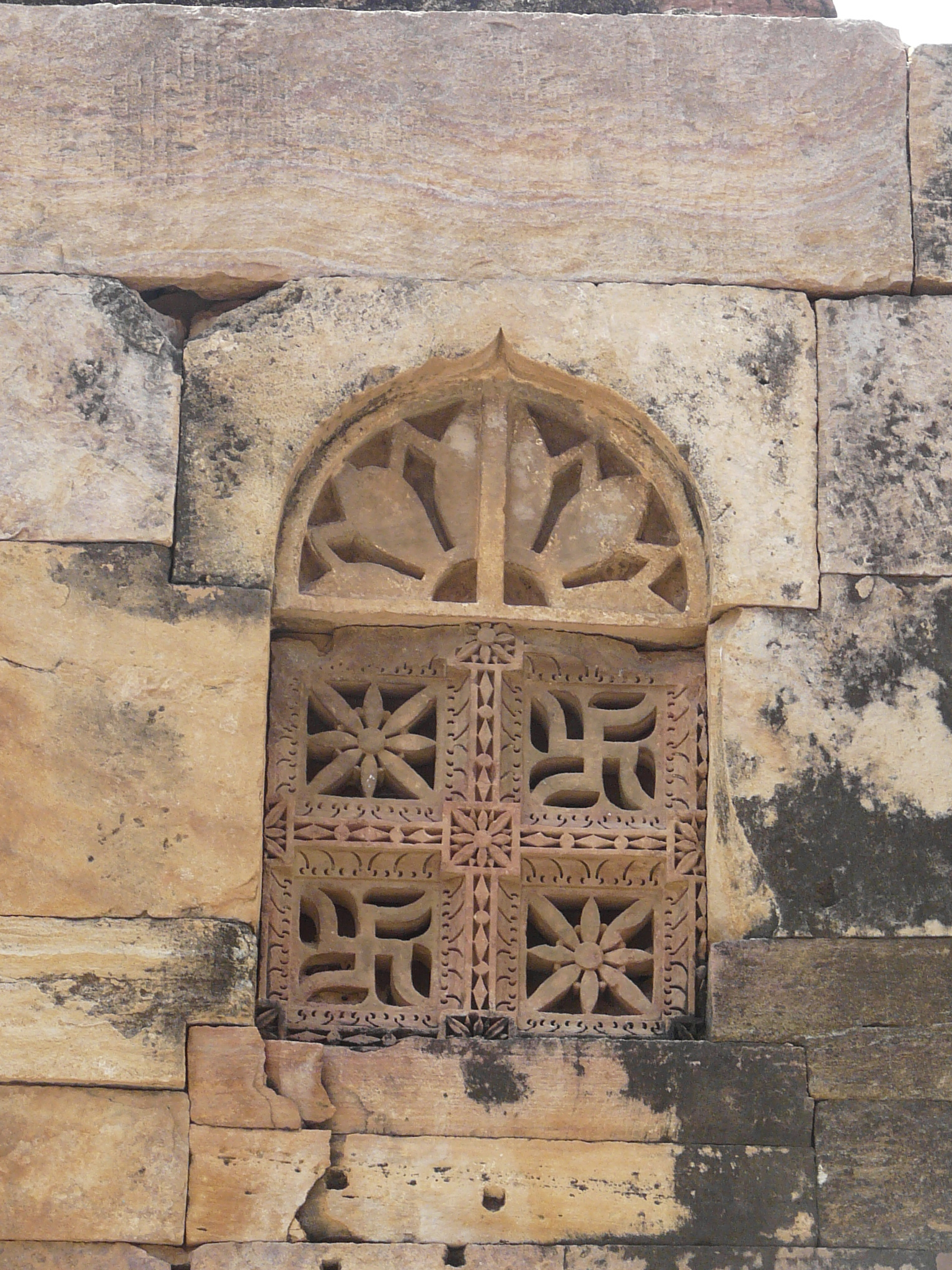
Fächerrosette in einem Fenster der Adhai-din-ka-Jhonpra-Moschee, Ajmer, Indien (um 1200)

Fächerrosetten sind bereits in der frühbuddhistischen Kunst Indiens anzutreffen und wurden später auf dem indischen Subkontinent vom Islam übernommen. Aus dem antiken und mittelalterlichen Europa sind nur wenige Beispiele erhalten.
In Deutschland blieb die Fächerrosette weitgehend auf den niederdeutschen Raum beschränkt. Sehr häufig ist dieses Schmuckmotiv an den überreich verzierten Fachwerkhäusern in den Städten des Weserraumes anzutreffen (Weserrenaissance). Besonders markante Beispiele geschnitzter Fächerrosetten in dieser Region sind:
- Bad Salzuflen: Haus Backs (1532)
- Einbeck: Ratswaage (1565), Altes Rathaus (um 1560)
- Hameln: Stiftsherrenhaus (1558)
- Höxter: Alte Dechanei (1561)
- Paderborn: Adam-und-Eva-Haus (um 1560)
- Stadthagen: Amtspforte (1553)
- Verden: Fachwerkhaus Strukturstraße 7 (1577)

Weiter östlich in Sachsen-Anhalt finden sich mehrere Beispiele in
- Quedlinburg: Breite Straße 53, Hohe Straße 29, Schlossberg 10, Kunsthoken
- Gernrode: Häuschenstr. 6

In Nordrhein-Westfalen kommt die Fächerrosette vornehmlich in Ostwestfalen (westlich bis Bielefeld, Halle (Westf.)), im ehemaligen Fürstentum Lippe und im Hellwegraum vor (Soest, Unna).
In Niedersachsen reicht ihre Verbreitung im Südosten bis in den Harz (Goslar, Osterode am Harz).
In Schleswig-Holstein ist das Motiv seltener zu finden (Mölln, Lütjenburg).
In Hessen taucht es ebenfalls nur selten auf (z. B. in Langsdorf bei Lich).
In Mecklenburg wurden beim Deutschen Haus in Rehna in der ersten Bauphase im 16. Jahrhundert Fächerrosetten als Zierelemente verwendet.
Die Fächerrosette blieb keineswegs auf die großen Bürgerhäuser der Städte beschränkt. Sie findet sich auch an Adelssitzen und Bauernhäusern (Haus Aussel bei Wiedenbrück; Valepagenhof bei Delbrück, jetzt im Westfälischen Freilichtmuseum Detmold). Auf dem Land hielt sich diese Schmuckform bis weit in das 17. Jahrhundert.

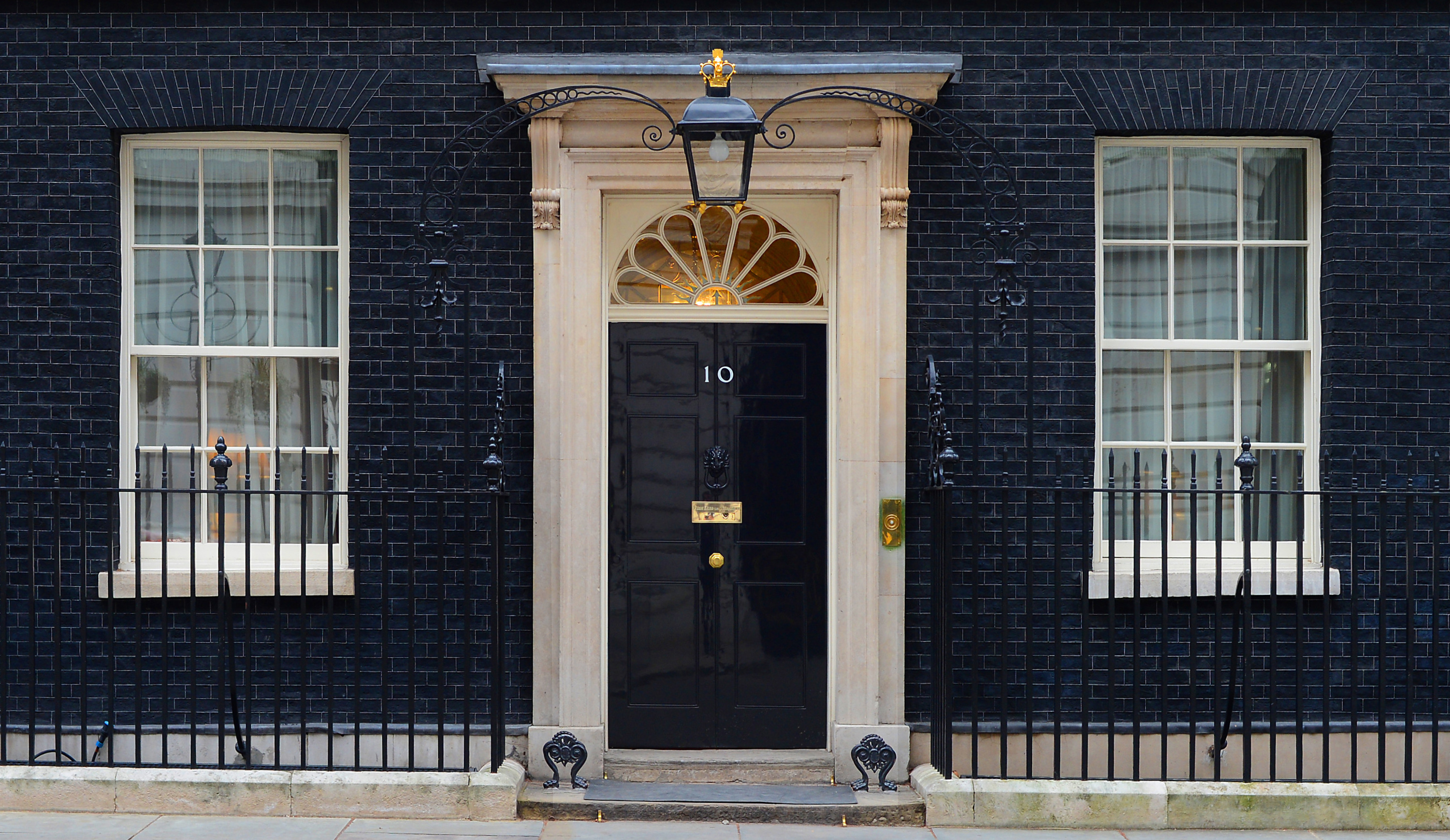
Eingang zu Downing Street 10, London